# Mossarottjärnen (Torps socken, Medelpad)
Mossarottjärnen är en sjö i Ånge kommun i Medelpad och ingår i Ljungans huvudavrinningsområde.